# Казе Тибери (Анкона)
Казе Тибери је насеље у Италији у округу Анкона, региону Марке.
Према процени из 2011. у насељу је живело 41 становника. Насеље се налази на надморској висини од 430 м.